# Heya fawda
Heya fawda es una película coproducción de Francia y Egipto que dirigieron Youssef Chahine y Khaled Youssef sobre el guion de Nasser Abdel Rahman, que fue estrenada en Egipto el 28 de noviembre de 2007. Fue la última película de Youssef Chahine, fallecido en 2008, que la completó con la ayuda del colaborador de larga data Khaled Youssef.

## Sinopsis
Choubra es un barrio cosmopolita de El Cairo. Hatem, un turbio agente de policía, controla el barrio con mano de hierro. Todos le temen y le odian. Nour, una joven a la que quiere conquistar, es la única que se atreve a enfrentarse a él. Pero Tour está enamorada de Cherif, brillante y honrado sustituto del fiscal. Hatem, comido por los celos, intenta impedirlo. Quiere a Nour para él solo y convierte su vida en un infierno. Otra historia de amor en la larga vida del barrio de Choubra…

## Reparto
- Khaled Saleh: Hatem
- Menna Shalabi: Nour
- Youssef El Sherif: Cherif
- Hala Sedki: Wedad
- Hala Fakher: Baheya
- Amr Abdel Gelil: Samy
- Ahmed Fouad Selim
- Abdullah Mosharraf
- Safwa: Somaya
- Maher Salim
- Ahmed Yehia

## Comentarios
Sobre la película se ha opinado:

"…un sabroso melodrama, con muchas alusiones políticas…Situado en el barrio cosmopolita de Shoubra, conocido por la diversidad de sus residentes, Chaos revela que el área es un barril de pólvora por causa de las condiciones sociales y económicas que se deterioran mientras que la élite mira hacia otro lado. El drama y comentario político se superpone con un triángulo amoroso que sube la apuesta para todos los interesados. (Harvard Film Archive)”

Otra nota crítica expresó:

"Caos aspira a relacionar las dificultades de los ciudadanos socialmente desfavorecidos en una vieja área cosmopolita de El Cairo, pero está dibujada con trazos tan gruesos que es difícil saber si debe tomársela en serio o como una sátira…lsecuencias que parecen deben ser tomadas en serio, incluyendo la brutalidad y la tortura, conducen a episodios románticos ligeros que podrían provenir de una telenovela sobrecargada. Los jóvenes actores aparecen torpemente ilusionados mientras Saleh juega al villano- bufón como un personaje de dibujos animados. Al igual que muchos lugares, Egipto sufre de trastornos sociales y no hay duda de que merece que los cineastas para llevar sus problemas a la atención del mundo. Pero es dudoso que esta película lo consiga y no parece tener potencial taquillero.

Screendaily comentó:

“alegato por la democracia y el estado de derecho en un país donde ninguno puede darse por sentado…el tema es la erosión de las libertades civiles y el auge de la corrupción y las luchas interétnicas...pero su denuncia de la brutalidad policial y la negligencia se ve limitada al ser en gran medida atribuido a un policía de mala entraña - un villano simpático y humanizado encarnado con tremendo gusto por Khaled Saleh. A pesar de su tema serio, Caos nunca se pone demasiado pesado. La historia de amor es positivamente Bollywood...Hatem mismo es tanto payaso como villano, las prostitutas hacen pequeños números de baile, e incluso las escenas de tortura tienen una sensación teatral. La película está salpicada de referencias irónicas a un creciente clima de fundamentalismo, mencionando que las parejas pueden ser encarceladas...por abrazarse en público y que las faldas de las mujeres son cada vez más largas en las últimas dos décadas... En resumen: buenos versus malos, más un romance liviano que un fiero ejemplar de cine de agitación y propaganda.

## Exhibición en festivales
Fue exhibida en el Festival Internacional de Cine de Toronto de 2007 y por su dirección Youssef Chahine fue nominado al Premio del Público. El mismo año se exhibió en el Festival de Cine de Venecia y fueron nominados al Premio León de Oro el director Youssef Chahine, los productores Jean Bréhat y Rachid Bouchareb y la compañ+ia productora 3B Productions.